# 勃七铁路
勃七铁路起自黑龙江省七台河市勃利县勃利镇，由图佳铁路勃利站444公里处出岔，终点为七台河市的七台河站，全长36.1公里。是七台河煤炭外运的重要通道。
为加速勃利煤田的开发建设，1958年3月勃利县委决定自筹资金修建勃七铁路。1958年6月5日开工，1958年11月20日建成通车。总造价525 万元，土方45万立方米，共需资钢轨3258吨，比国家规定的国标路每公里造价40万元，降低62.5%。使用了枕木50170根，鱼尾钣217吨，道钉105吨，螺丝26吨，电柱816根，电线25 吨。1959年9月17 日18时起，移交牡丹江铁路局。
1969年煤炭外运量增加到122万吨，七台河站老站区难以组织撞车。终点站的铁路向东延长10公里，建立七台河站新站区。1969年2月开始筹建，1970年开始施工，1971年5月1日竣工通车。
至此，七台河站中心里程为勃七线35公里939米处。七台河站与七台河矿务局接轨的铁路进站信号机，位于36公里815米处。